# Osservatorio Entoto
L'Osservatorio Entoto, ufficialmente denominato Centro di ricerca scientifica spaziale dell'osservatorio Entoto, è un osservatorio astronomico dell'Etiopia. Si trova sul monte Entoto, ad un'altitudine di circa 3200 m sul livello del mare. L'osservatorio, che ha iniziato l'attività nel 2015, è gestito dall'Istituto etiope di scienza e tecnologia spaziale ed è il primo osservatorio astronomico dell'Etiopia.

## Storia
La nascita dell'osservatorio è stata promossa dall'Ethiopian Space Science Society (ESSS), un'organizzazione senza scopi di lucro fondata nel 2004, che nel 2011 ha predisposto una bozza di elenco di iniziative scientifiche per supportare la nascita di un centro di ricerche astronomiche nella zona del monte Entoto. Il centro di ricerca è stato fondato nel 2012, con il coinvolgimento di un gruppo di università etiopi. Grazie al finanziamento dell'ESSS, del gruppo di università coinvolte nell'iniziativa, del governo etiope, di banche e di imprenditori privati, nel 2013 è iniziata la costruzione dell'osservatorio. Sono state edificate due cupole per due telescopi gemelli, che sono stati collocati nel 2014. L'osservatorio è stato completato nel dicembre 2014 ed ha iniziato a svolgere la sua attività nel 2015.

## Strumentazione e attività
La strumentazione dell'osservatorio etiope è costituita da due telescopi riflettori con obiettivo da 1 metro di diametro, dotati di fotocamera CCD e fotometro.
L'osservatorio svolge attualmente osservazioni di stelle variabili, osservazioni fotometriche di stelle doppie, ricerca di esopianeti, ricerca di nove e supernove, ricerca di oggetti near-Earth, studi di lampi gamma e nuclei galattici attivi.